# Alcazar (Spiel)
Alcazar ist ein 2009 bei Kosmos erschienenes Brettspiel von Wolfgang Kramer für 2 bis 5 Spieler. Die Illustrationen stammen von Eckhard Freytag, das Design von SENSIT. Das Spiel enthält neben dem titelgebenden Spiel eine 2. Variante, „Das neue BIG BOSS“, wobei es sich um eine Neuauflage des 1994 bei Kosmos erschienenen BIG BOSS handelt. Das Spiel sollte ursprünglich als Fortsetzung des Spiels Der Markt von Alturien bei Pro Ludo! erscheinen, wurde aber auf Grund des Besitzwechsels von Pro Ludo! und der sich daraus ergebenden Umstrukturierung nicht veröffentlicht. Es wurde dann Kosmos angeboten und erschien dort unter dem Titel Alcazar.

## Inhalt
- 1 Spielplan
- 5 Kurzspielregeln für Alcazar
- 5 Kurzspielregeln für „Das neue BIG BOSS“
- 1 Beiblatt
- 1 Spielanleitung, 7 Seiten „Das neue BIG BOSS“, 9 Seiten Alcazar
- 72 Baukarten
- 20 Turmkarten
- 10 Granden (je 2 große Spielfiguren in den Farben blau, gelb, grün, rot und weiß)
- 30 Barone (je 6 kleine Spielfiguren in den Farben blau, gelb, grün, rot und weiß)
- 84 Bausteine
- 20 Brücken, davon werden 8 als Gründungssteine für die Variante „Das Neue BIG BOSS“ benötigt
- 8 Schlosswappen
- 8 Schlossfahnen
- Spielgeld:
  - 32× Wert 1 Real
  - 20× Wert 5 Real
  - 33× Wert 10 Real
  - 20× Wert 50 Real
  - 20× Wert 100 Real

## Beschreibung
In beiden Varianten haben die Spieler in ihrem Zug entweder die Möglichkeit, eine Bau- oder Turmkarte zu kaufen oder durch Ausspielen einer Bau- oder Turmkarte Villen oder Schlösser zu bauen, zu erweitern oder zusammenzuschließen. Bei jeder Bauaktion erhalten sie für den Wert des neuen Gebäudes Geld von der Bank. Dieses können sie wieder in neue Bau- oder Turmkarten investieren oder als freiwillige zusätzliche Aktion Adlige auf soeben gebaute Bausteine setzen. Bei der Variante „Alcazar“ haben die Spieler zudem die Möglichkeit, Brücken zwischen benachbarten Gebäuden oder an einem Gebäude zu bauen. Während mit den Baukarten nur an den auf der Baukarte angegebenen Plätzen des Spielplans gebaut werden kann, ist das Bauen in die Höhe mittels der teureren Turmkarten an beliebigen Stellen möglich. Dabei gilt es, die eigenen Adligen auf möglichst hohe Gebäudeabschnitte zu bringen um deren Wert zu steigern. Die beiden Spiele enden, wenn der letzte Baustein oder die letzte Brücke gebaut wurde. In der Variante „Das neue BIG BOSS“ erhalten die Spieler nun noch Geld für ihre auf dem Spielplan befindlichen Adligen und der oder die Spieler mit den meisten Adligen, die mindestens in der 2. Ebene stehen, noch 30 Real. Gewinner ist der Spieler mit dem meisten Geld. In der Variante „Alcazar“ gibt es Siegpunkte für die Adligen auf dem Spielfeld: 2 pro Ebene pro Grande und einen pro Ebene pro Baron. Gewinner ist hier der Spieler mit den meisten Siegpunkten. Er erhält den Titel „Grande de España“.

## Spielkritiken
- Spielbox Ausgabe 1/10: „Revival im Doppelpack“